# En attendant ses pas
En attendant ses pas è una canzone della cantante canadese Céline Dion, registrata per il suo album in lingua francese del 1998, S'il suffisait d'aimer. Scritta dal cantautore francese Jean-Jacques Goldman, prodotta dallo stesso Goldman ed Erick Benzi, En attendant ses pas fu pubblicata come quarto singolo promozionale nel giugno 1999. Il brano raggiunse la top ten delle classifiche airplay nei paesi francofoni d'Europa e in Québec.

## Contenuti e successo commerciale
En attendant ses pas uscì come singolo radiofonico in Francia e Canada per promuovere il 19º album in lingua francese della Dion, S'il suffisait d'aimer.
In Francia En attendant ses pas entrò nella classifica airplay il 12 giugno 1999, raggiungendo la sesta posizione il 31 luglio 1999. Il singolo trascorse tre settimane alla numero sei e nove settimane in top ten, rimanendo undici settimane totali in classifica. Anche in Belgio Vallonia, En attendant ses pas raggiunse la top ten della classifica airplay il 28 settembre 1999, trascorrendo tre settimane in classifica.
In Québec la canzone entrò in classifica il 10 luglio 1999, superandola e raggiungendo la prima posizione, dove rimase per quattro settimane. In totale il singolo trascorse trentacinque settimane in classifica.

## Formati e tracce
CD Singolo Promo (Canada; Francia) (Columbia: CDNK 1434; Columbia: SAMPCS 7270)
1. En attendant ses pas – 4:07 (Jean-Jacques Goldman)

## Classifiche
| Classifica (1999)                  | Posizione massima raggiunta |
| ---------------------------------- | --------------------------- |
| Belgio Vallonia (Ultratop Airplay) | 10                          |
| Francia (SNEP Airplay)             | 6                           |
| Québec (ADISQ)                     | 1                           |

## Crediti e personale
Registrazione
- Registrato ai Méga Studios di Suresnes (FR)
- Mixato ai Méga Studios di Suresnes (FR)

Personale
- Mixato da - Humberto Gatica
- Musica di - Jean-Jacques Goldman
- Produttore - Erick Benzi, Jean-Jacques Goldman
- Testi di - Jean-Jacques Goldman